# تياغو كارفاليو
تياغو كارفاليو (24 يونيو 1988 بريو فيردي في البرازيل - ) هو لاعب كرة قدم برازيلي في مركز الدفاع. لعب مع نادي سيارا ونادي كروزيرو ونادي فيلا نوفا ونادي بوا إيسبورت.

## وصلات خارجية
- تياغو كارفاليو على موقع قاعدة بيانات كرة القدم.إي يو (الإنجليزية)
- تياغو كارفاليو على موقع Soccerway.com (الإنجليزية)